# Бизињано
Бизињано (итал. Bisignano) је насеље у Италији у округу Козенца, региону Калабрија.
Према процени из 2011. у насељу је живело 5055 становника. Насеље се налази на надморској висини од 246 м.

## Становништво
| 1931. | 1936. | 1951. | 1961. | 1971. | 1981.  | 1991.  | 2001.  | 2011.  |
| ----- | ----- | ----- | ----- | ----- | ------ | ------ | ------ | ------ |
| 7.352 | 7.063 | 8.399 | 8.492 | 8.784 | 10.073 | 10.304 | 10.924 | 10.219 |

## Партнерски градови
- Grottaferrata